# Bahnhof Amstetten (Württ)
Der Bahnhof Amstetten (Württ) liegt am Streckenkilometer 67,0 der Filstalbahn, oberhalb der Geislinger Steige. Die Bahnstrecke Amstetten–Gerstetten und die Bahnstrecke Amstetten–Laichingen haben hier ihren Ausgangspunkt. Letztgenannte Strecke wird dabei nur noch saisonal als Museumsbahn bis Oppingen befahren. Die Deutsche Bahn AG unterteilt den gesamten Bahnhof in drei Betriebsstellen. Amstetten (Württ) Lokalbahnhof wird als Bahnhofsteil geführt, Amstetten (Württ) (Schmalspurbahn) als separater Bahnhof.
Um den einst abseits gelegenen Bahnhof entstand über die Jahrzehnte hinweg die größte Siedlung der Gemeinde Amstetten.
Täglich steigen rund 400 Reisende am Bahnhof ein und aus (Stand: 2016).

## Geschichte

### Planung und Bau
Für den Bau der Eisenbahnverbindung zwischen Stuttgart und Ulm, beauftragte die württembergische Eisenbahnkommission Michael Knoll mit der Planung und Durchführung. Knoll und sein Kollege Karl Etzel konstruierten die Geislinger Steige und sahen vor, dass auf dieser fünfeinhalb Kilometer langen Rampe, alle Züge nachgeschoben werden müssen, damit sie auf die Schwäbische Alb gelangen. Um die Schublokomotiven wieder abzukoppeln, benötigte die Bahn einen möglichst nahen Bahnhof oberhalb der Steige. Knoll wählte einen Standort über einen Kilometer westlich von Amstetten. Das Dorf zählte damals, mit rund 300 Einwohnern, zu den kleineren Ortschaften im Oberamt Geislingen.

### Staatsbahnzeit
Am 29. Juni 1850 eröffneten die Königlich Württembergischen Staats-Eisenbahnen den Abschnitt Geislingen–Ulm. Der Bahnhof Amstetten verfügte über zwei Durchgangsgleise und ein Rangiergleis. Ein zweistöckiges Empfangsgebäude mit Rundbogenfenstern im Erdgeschoss, befand sich am Gleis Richtung Geislingen. Für die zurückfahrenden Schublokomotiven, besaß er eine Drehscheibe und eine Remise.
Das Empfangsgebäude stand anfangs allein in der Landschaft. Nur ein 1814 an der Staatsstraße eröffnetes Gasthaus (heute Hauptstraße 21–23), das seit 1835 den Namen Zum Rößle trug und drei Bauernhäuser von 1845 (heute Hauptstraße 8; 15–17 und 19) lagen ebenfalls außerhalb. Auf Landkarten waren sie als Weiler Neuhaus verzeichnet. 1851 errichteten die Staatsbahnen am Bahnhof ein Wohngebäude für ihre Bediensteten, sowie 1860 einen Güterschuppen mit einer Wärterwohnung. Von 1859 bis 1862 erhielt die Ostbahn zwischen Plochingen und Ulm ein zweites Streckengleis. 1862 siedelte ein weiterer Amstetter Bauer aus und gründete den Steighof. 1866 eröffnete ein Holzhändler aus Ulm die Bahnhofswirtschaft (heute Hauptstraße 96).
Seit 1875 benötigten die Staatsbahnen die Drehscheibe nicht mehr und entfernte sie. Ebenfalls 1875 verlegte ein Holzhändler aus Hofstett-Emerbuch das Wirtshaus Zum Rößle in ein neues Gebäude (heute Hauptstraße 62).
1888 schlossen sich Bürger aus Laichingen, Merklingen und Nellingen zu einem Eisenbahnkomitee zusammen. Sie planten eine Nebenbahn, die in Amstetten, Lonsee, Westerstetten oder Beimerstetten von der Filstalbahn abzweigen sollte. Doch schnell stand fest, dass bei den drei letztgenannten Stationen, ausschließlich Laichingen einen Anschluss erhalten konnte.
Die Staatsbahnen stufte das Projekt als unrentabel ein, sodass die private Württembergische Eisenbahn-Gesellschaft (WEG) die Strecke baute und befuhr. Die Schmalspurbahn ging am 20. Oktober 1901 in Betrieb. Am Bahnhof Amstetten richtete die WEG auf der westlichen Seite einen Schmalspurbahnhof mit Drehscheibe und Rollbockgrube ein.
Auch in Gerstetten wünschten sich die Bewohner einen Eisenbahnanschluss. 1896 gründeten sie hierfür einen Bürgerverein. Sie bevorzugten eine Verbindung nach Herbrechtingen, zur Brenzbahn. Doch die 1901 beauftragte WEG schlug hingegen vor, eine Bahnlinie von Amstetten nach Gerstetten zu errichten und diese dann gegebenenfalls nach Herbrechtingen weiterzuführen. Dem stimmte der Bürgerverein zu. Am 1. Juli 1906 fuhr der erste planmäßige Zug. Zur Weiterführung bis Herbrechtingen kam es nie.

### Die Gründung der Siedlung Amstetten-Bahnhof
1925 beantragten die Bewohner von Neuhaus, dass ihr Wohnort nicht mehr gesondert als Weiler geführt werden sollte, sondern ebenfalls als Amstetten zu bezeichnen sei. Inzwischen lebten im Dorf nur noch 265 Menschen, die Siedlung um den Bahnhof bewohnten bereits 264 Menschen. Am 9. April 1926 vereinigte das Innenministerium den Weiler Neuhaus, den Wohnplatz Bahnhof und den Steighof zum Ortsteil Amstetten-Bahnhof.
Mit der Elektrifizierung der württembergischen Ostbahn am 1. Juni 1933 endete das Nachschieben der Züge zwischen Geislingen und Amstetten. Eine Ausnahme sind noch heute die schweren Güterzüge.

### Bundesbahnzeit und Einstellung des Betriebs der Nebenbahnen
Nach dem Zweiten Weltkrieg wuchs nahezu ausschließlich der Ortsteil Amstetten-Bahnhof. 1961 zählte der Ortsteil 1.090 Einwohner, während im Dorf 306 Menschen lebten.
1970 ließ die Deutsche Bundesbahn das historische Empfangsgebäude abreißen und durch einen schlichten Flachdachbau ersetzen. Bis zum 31. August 1985 konnte sich der Personenverkehr auf dem Albbähnle (Amstetten–Laichingen) halten. Nach der Einstellung des Güterverkehrs am 14. September 1985 baute die WEG die Strecke ab. Ein letztes Teilstück, zwischen Amstetten und Oppingen, blieb erhalten. Am 1. März 1996 endete der planmäßige Betrieb für Personenzüge auf der Strecke Amstetten–Gerstetten. Die Ulmer Eisenbahnfreunde kauften beide Strecken auf und nutzen sie für Fahrten mit historischen Zügen und Triebwagen.

## Bahnbetrieb
Den Bahnhof bedienen Regionalzüge. Auf Gleis 1, dem Hausbahnsteig, halten die Züge Richtung Geislingen (Steige). Gleis 2 verfügt über keinen Bahnsteig und wird von durchfahrenden Zügen genutzt. Auf Gleis 3 halten die Züge Richtung Ulm.

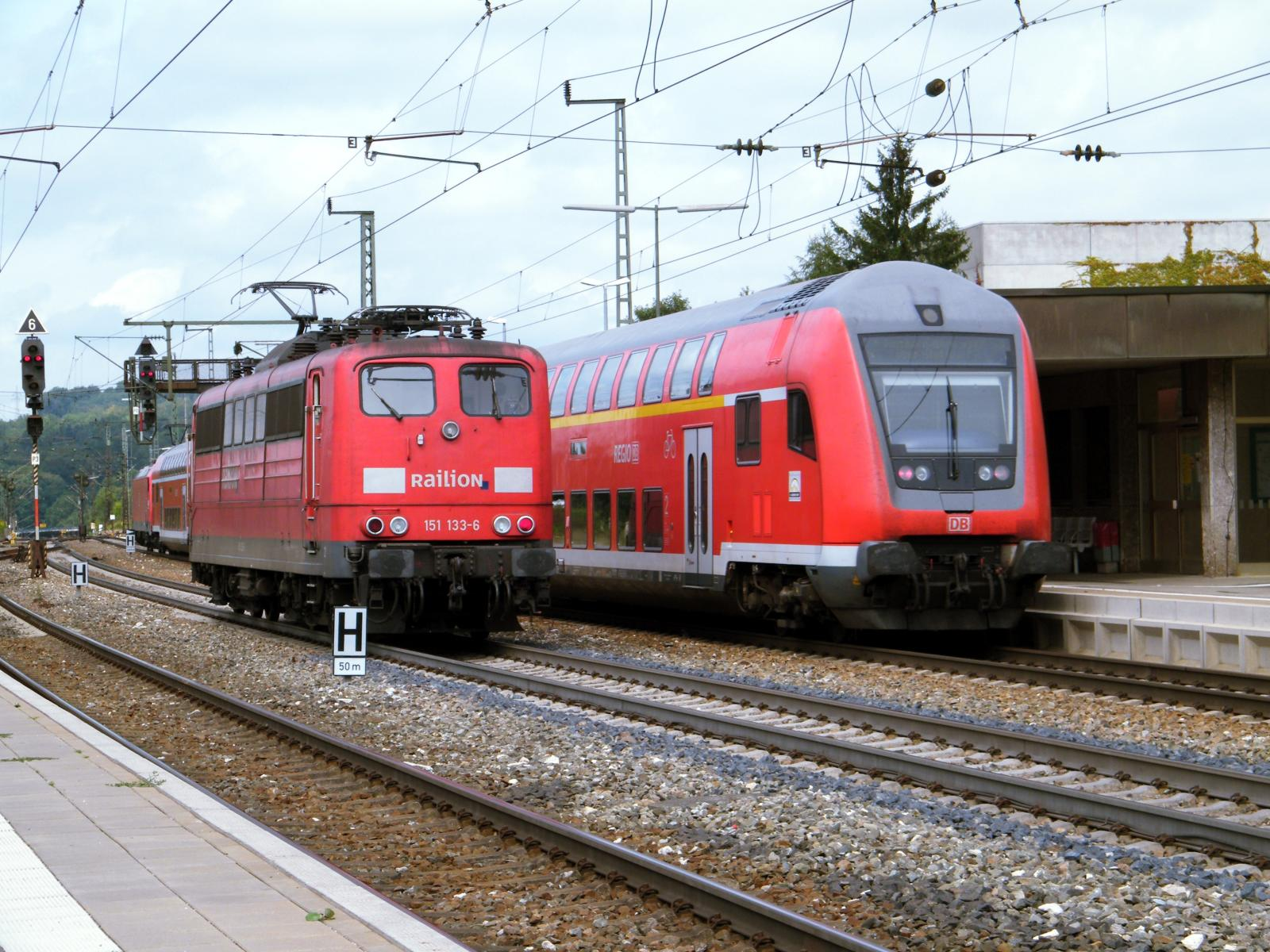
Auf Rückfahrt wartende Schublokomotive (August 2009)

Im Bahnhof findet auch das Absetzen und der Gleiswechsel der von Geislingen West kommenden Schiebelokomotiven und deren Fahrt (als Triebfahrzeugfahrt) zurück statt.
Der Bahnhof Amstetten (Württ) wird von der Deutschen Bahn AG in die Preisklasse 5 eingeordnet.
Der als Bahnhofsteil geführte eingleisige Nebenbahnhof befindet sich östlich des Bahnhofs und ist durch ein Übergabegleis an die Filstalbahn Richtung Geislingen angeschlossen und verfügt über einen Bahnsteig.
Der Schmalspurbahnhof liegt westlich des Bahnhofs. Er war durch ein Übergabegleis aus Richtung Ulm an die Filstalbahn angeschlossen, das an einer Spitzkehre endet. Er besitzt mehrere Gleise, aber nur einen Bahnsteig. Er dient ausschließlich dem Museumsbetrieb.

### Regionalverkehr
Die Zahl der täglichen Zughalte pro Richtung am Bahnhof Amstetten wurde im Rahmen eines neuen Fahrplankonzepts im Dezember 2016 von 32 auf 18 reduziert, die Reisezeit nach Ulm von 18 auf 23 Minuten verlängert, die umsteigefreie Reisezeit nach Stuttgart von 60 auf 84 Minuten.
| Linie                    | Verlauf | Frequenz                    | Betreiber                 |
| ------------------------ | --- | --------------------------- | ------------------------- |
| RE 5                     | Stuttgart – Esslingen – Plochingen – Göppingen – Geislingen (Steige) – Amstetten (Württ) – Ulm – Aulendorf – Friedrichshafen | einzelne Züge               | DB Regio                  |
| MEX 16                   | Stuttgart – Esslingen – Plochingen – Göppingen – Süßen – Geislingen (Steige) – Amstetten (Württ) – Ulm                       | stündlich                   | Arverio Baden-Württemberg |
| RB 58                    | Amstetten (Württ) – Gerstetten                                                                                               | einzelne Züge am Wochenende | Schwäbische Alb-Bahn      |
| Stand: 15. Dezember 2024 | |                             |                           |